# Colobodesmus triramus
Colobodesmus triramus är en mångfotingart som beskrevs av Kraus 1954. Colobodesmus triramus ingår i släktet Colobodesmus och familjen Sphaeriodesmidae. Inga underarter finns listade i Catalogue of Life.